# Antonio Cassese
Antonio Cassese (Provincia de Avellino, Campania; 1 de enero de 1937-Florencia, Toscana; 21 de octubre de 2011) fue un jurista italiano especializado en derecho internacional público. Fue el primer presidente del Tribunal Penal Internacional para la antigua Yugoslavia y el primer presidente del Tribunal Especial para el Líbano, que presidió hasta su dimisión por motivos de salud el 1 de octubre de 2011.

## Primeros años
Nacido en Atripalda, hijo del historiador Leopoldo Cassese, se formó en la Universidad de Pisa, al igual que su hermano Sabino, ambos alumnos del prestigioso Colegio Médico-Jurídico de la Scuola normale superiore (en el prestigioso Collegio Medico-Giuridico de la Scuola Normale Superiore, hoy Escuela de Estudios Avanzados Sant'Anna), donde conoció a su mentor, Giuseppe Sperduti, que era abogado internacional y miembro de la Comisión Europea de los Derechos Humanos. Cassese decidió finalmente seguir una carrera académica en derecho internacional público bajo la dirección de Sperduti.

## Carrera académica
Cassese fue profesor de Derecho Internacional en la Universidad de Pisa de 1972 a 1974. En 1975 se incorporó a la Universidad de Florencia, donde fue profesor hasta 2008. Fue profesor visitante en el All Souls College de Oxford de 1979 a 1980 y profesor de Derecho en el Instituto Universitario Europeo de 1987 a 1993.
Profesor de la Universidad de Florencia, entre sus cargos públicos destacan el de presidente del Comité Europeo para la Prevención de la Tortura y de las Penas o Tratos Inhumanos o Degradantes y el de primer presidente del Tribunal Penal Internacional para la antigua Yugoslavia.
Publicó extensamente sobre el derecho internacional de los derechos humanos y el derecho penal internacional. Fue autor de International Law and International Criminal Law, publicado por la Oxford University Press, cofundador y coeditor del European Journal of International Law, y fundador y redactor jefe del Journal of International Criminal Justice.
Cassese fue nombrado doctor honoris causa por la Universidad Erasmo de Róterdam, la Universidad París X y la Universidad de Ginebra, y fue miembro del Instituto de Derecho Internacional. En 2002, recibió el Gran Premio otorgado por la Académie Universelle des Cultures, presidida por el Premio Nobel Elie Wiesel, por su "excepcional contribución a la protección de los derechos humanos en Europa y en el mundo". El 13 de noviembre de 2009, Cassese recibió el Premio Erasmus junto al fiscal Ben Ferencz por sus servicios en el ámbito del derecho internacional.
En 2010, la Accademia dei Lincei le concedió el Premio Feltrinelli de Ciencias Jurídicas.

## Carrera judicial y pública
Cassese fue Presidente del Comité Directivo de Derechos Humanos del Consejo de Europa de 1987 a 1988 y Presidente del Comité Europeo para la Prevención de la Tortura de 1989 a 1993. Representó al Gobierno italiano en numerosas ocasiones en reuniones de la ONU sobre derechos humanos y fue el representante en la Conferencia Diplomática de Ginebra sobre el Derecho Humanitario de los Conflictos Armados de 1974 a 1977.
Fue el primer Presidente del Tribunal Penal Internacional para la ex Yugoslavia (TPIY), cargo que ocupó de 1993 a 1997. Tras su mandato como Presidente, continuó siendo juez del Tribunal hasta febrero de 2000.
En su libro International Criminal Law (Derecho Penal Internacional) del año 2003, defendió la ampliación de la responsabilidad penal del delincuente. Equiparó el dolus eventualis con la imprudencia, y amplió su término "negligencia culpable" (culpa gravis) a la negligencia inconsciente. Con ello, se acercó a la responsabilidad objetiva de un delincuente por un riesgo (responsabilidad objetiva). Por ello fue criticado, ya que esto contradecía la norma general de que la responsabilidad objetiva en este caso no puede formar parte del derecho penal de los países civilizados.
En octubre de 2004, Cassese fue nombrado por el Secretario General de la ONU, Kofi Annan, presidente de la Comisión Internacional de Investigación sobre Darfur. Esta Comisión debía investigar las posibles violaciones internacionales y de los derechos humanos que se estaban produciendo en Darfur, y determinar si se habían producido o no actos de genocidio.
El 25 de enero de 2005, la Comisión publicó su "Informe al Secretario General". La Comisión concluyó que, aunque había pruebas de crímenes de guerra y crímenes contra la humanidad, el gobierno de Sudán no había cometido actos de genocidio. Esta conclusión era contraria a la posición de Estados Unidos, que ya había calificado las actividades del gobierno como "genocidio". La Comisión recomendó al Consejo de Seguridad de la ONU que utilizara su facultad de remisión en virtud del Estatuto de Roma para remitir el caso de Darfur a la Corte Penal Internacional de La Haya. Se esperaba esta recomendación de la Comisión, ya que se sabía que Cassese era un ferviente partidario de la Corte Penal Internacional. En marzo de 2005, el Consejo de Seguridad de la ONU hizo caso a la recomendación de la CPI y utilizó por primera vez su facultad de remisión para remitir el caso de Darfur a la CPI.
En octubre de 2008, Cassese fue asesor jurídico del Comité Europeo para la Supresión del PMOI (Muyahidines del Pueblo de Irán).
Cassese fue elegido presidente del Tribunal Especial para el Líbano en marzo de 2009, órgano de jurisdicción internacional encargado de procesar a los responsables de los atentados terroristas en el Líbano, incluido el asesinato del primer ministro Rafiq Hariri en 2005. Fue el primer presidente del STL. Dimitió por motivos de salud el 1 de octubre de 2011 y le sucedió David Baragwanath.

## Muerte y legado
Antonio Cassese murió en Florencia el 21 de octubre de 2011, tras una larga lucha contra el cáncer. Tenía 74 años.
En abril de 2012, un grupo de amigos y admiradores de Cassese lanzó, en Ginebra, la Iniciativa Antonio Cassese para la Paz, la Justicia y la Humanidad. La Iniciativa tiene como objetivo perpetuar los valores encarnados por las enseñanzas del profesor Cassese y promover -mediante una amplia gama de actividades de educación e investigación- la paz internacional, los derechos humanos y el Estado de Derecho.
Durante 2015, Silvia Fano, la esposa del profesor Antonio Cassese, depositó los archivos privados de su difunto marido en los Archivos Históricos de la Unión Europea. Estos documentos están abiertos a la consulta.